# Mike Conley (cestista)
Michael Alex Conley jr., detto Mike (Indianapolis, 11 ottobre 1987), è un cestista statunitense, professionista nella NBA con i Minnesota Timberwolves.

## Biografia
È il figlio di Mike Conley sr., medaglia d'oro alle Olimpiadi del 1992 nel salto triplo.

## Carriera
Mike Conley frequenta la high school di Lawrence North a Indianapolis, successivamente passa nel prestigioso college di Ohio State. Nel Draft NBA 2007 viene chiamato al primo giro con il numero 4 dai Memphis Grizzlies, mentre al numero 1 era stato chiamato il suo compagno di college Greg Oden. Conley la prima stagione si mette in mostra nelle 53 partite in cui viene schierato, chiudendo con una media per partita di 9,4 punti, 4,2 assist e 2,6 rimbalzi in 26 minuti giocati. Continuando a migliorare diventa punto fisso del quintetto iniziale e stella della squadra. Conley è stato spesso vittima di infortuni, come nella stagione 2011-2012 (tendine d'Achille) e nella 2015-16 (gomito) che hanno condizionato la sua carriera. Nonostante gli infortuni Mike nell'estate del 2016 diventa temporaneamente il giocatore con il contratto più oneroso della lega, firmando un quinquennale da 153 milioni totali. La stagione seguente è per lui la migliore, rientrando da un altro infortunio, viaggiando a una media di 19 punti, 6,2 assist e 3,8 rimbalzi.

## Statistiche
| * | Primo nella lega |

### NCAA
| Anno      | Squadra             | PG | PT | MP   | TC%  | 3P%  | TL%  | RP  | AP  | PRP | SP  | PP   |
| --------- | ------------------- | -- | -- | ---- | ---- | ---- | ---- | --- | --- | --- | --- | ---- |
| 2006-2007 | Ohio State Buckeyes | 39 | 39 | 31,6 | 51,8 | 30,4 | 69,4 | 3,4 | 6,1 | 2,2 | 0,3 | 11,3 |
| Carriera  | Carriera            | 39 | 39 | 31,6 | 51,8 | 30,4 | 69,4 | 3,4 | 6,1 | 2,2 | 0,3 | 11,3 |

#### Massimi in carriera
- Massimo di punti: 23 vs Michigan (6 febbraio 2007)[2]
- Massimo di rimbalzi: 8 vs Cincinnati (16 dicembre 2006)
- Massimo di assist: 10 (6 volte)
- Massimo di palle rubate: 5 (3 volte)
- Massimo di stoppate: 3 vs Xavier (17 marzo 2007)
- Massimo di minuti giocati: 43 vs Xavier (17 marzo 2007)

### NBA

#### Regular Season
| Anno      | Squadra            | PG    | PT    | MP   | TC%  | 3P%  | TL%  | RP  | AP  | PRP | SP  | PP   |
| --------- | ------------------ | ----- | ----- | ---- | ---- | ---- | ---- | --- | --- | --- | --- | ---- |
| 2007-2008 | Memphis Grizzlies  | 53    | 46    | 26,1 | 42,8 | 33,0 | 73,2 | 2,6 | 4,2 | 0,8 | 0,0 | 9,4  |
| 2008-2009 | Memphis Grizzlies  | 82    | 61    | 30,6 | 44,2 | 40,6 | 81,7 | 3,4 | 4,3 | 1,1 | 0,1 | 10,9 |
| 2009-2010 | Memphis Grizzlies  | 80    | 80    | 32,1 | 44,5 | 38,7 | 74,3 | 2,4 | 5,3 | 1,4 | 0,2 | 12,0 |
| 2010-2011 | Memphis Grizzlies  | 81    | 81    | 35,5 | 44,4 | 36,9 | 73,3 | 3,0 | 6,5 | 1,8 | 0,2 | 13,7 |
| 2011-2012 | Memphis Grizzlies  | 62    | 61    | 35,1 | 43,3 | 37,7 | 86,1 | 2,5 | 6,5 | 2,2 | 0,2 | 12,7 |
| 2012-2013 | Memphis Grizzlies  | 80    | 80    | 34,5 | 44,0 | 36,2 | 83,0 | 2,8 | 6,1 | 2,2 | 0,3 | 14,6 |
| 2013-2014 | Memphis Grizzlies  | 73    | 73    | 33,5 | 45,0 | 36,1 | 81,5 | 2,9 | 6,0 | 1,5 | 0,2 | 17,2 |
| 2014-2015 | Memphis Grizzlies  | 70    | 70    | 31,8 | 44,6 | 38,6 | 85,9 | 3,0 | 5,4 | 1,3 | 0,2 | 15,8 |
| 2015-2016 | Memphis Grizzlies  | 56    | 56    | 31,4 | 42,2 | 36,3 | 83,4 | 2,9 | 6,1 | 1,2 | 0,3 | 15,3 |
| 2016-2017 | Memphis Grizzlies  | 69    | 68    | 33,2 | 46,0 | 40,7 | 85,9 | 3,5 | 6,3 | 1,3 | 0,3 | 20,5 |
| 2017-2018 | Memphis Grizzlies  | 12    | 12    | 31,1 | 38,1 | 31,2 | 80,3 | 2,3 | 4,1 | 1,0 | 0,3 | 17,1 |
| 2018-2019 | Memphis Grizzlies  | 70    | 70    | 33,5 | 43,8 | 36,4 | 84,5 | 3,4 | 6,4 | 1,3 | 0,3 | 21,1 |
| 2019-2020 | Utah Jazz          | 47    | 41    | 29,0 | 40,9 | 37,5 | 82,7 | 3,2 | 4,4 | 0,8 | 0,1 | 14,4 |
| 2020-2021 | Utah Jazz          | 51    | 51    | 29,4 | 44,4 | 41,2 | 85,2 | 3,5 | 6,0 | 1,4 | 0,2 | 16,2 |
| 2021-2022 | Utah Jazz          | 72    | 72    | 28,6 | 43,5 | 40,8 | 79,6 | 3,0 | 5,3 | 1,3 | 0,3 | 13,7 |
| 2022-2023 | Utah Jazz          | 43    | 42    | 29,7 | 40,8 | 36,2 | 81,3 | 2,5 | 7,7 | 1,0 | 0,2 | 10,7 |
| 2022-2023 | Minnesota T'wolves | 24    | 24    | 31,4 | 46,0 | 42,0 | 86,3 | 3,1 | 5,0 | 1,2 | 0,2 | 14,0 |
| 2023-2024 | Minnesota T'wolves | 76    | 76    | 28,9 | 45,7 | 44,2 | 91,1 | 2,9 | 5,9 | 1,2 | 0,2 | 11,4 |
| 2024-2025 | Minnesota T'wolves | 71    | 64    | 24,7 | 40,0 | 41,0 | 90,0 | 2,6 | 4,5 | 1,1 | 0,2 | 8,2  |
| Carriera  | Carriera           | 1.172 | 1.128 | 31,2 | 43,8 | 38,9 | 82,5 | 2,9 | 5,7 | 1,4 | 0,2 | 14,1 |
| All-Star  | All-Star           | 1     | 0     | 12,2 | 16,7 | 20,0 | -    | 1,0 | 2,0 | 1,0 | 0,0 | 3,0  |

#### Play-off
| Anno     | Squadra            | PG  | PT  | MP   | TC%  | 3P%  | TL%  | RP  | AP  | PRP | SP  | PP   |
| -------- | ------------------ | --- | --- | ---- | ---- | ---- | ---- | --- | --- | --- | --- | ---- |
| 2011     | Memphis Grizzlies  | 13  | 13  | 39,0 | 38,8 | 29,7 | 83,0 | 3,8 | 6,4 | 1,1 | 0,2 | 15,2 |
| 2012     | Memphis Grizzlies  | 7   | 7   | 39,6 | 42,1 | 50,0 | 75,0 | 3,3 | 7,1 | 0,9 | 0,0 | 14,1 |
| 2013     | Memphis Grizzlies  | 15  | 15  | 38,3 | 38,4 | 28,1 | 76,3 | 4,7 | 7,1 | 1,7 | 0,3 | 17,0 |
| 2014     | Memphis Grizzlies  | 7   | 7   | 38,1 | 43,1 | 11,1 | 76,9 | 4,6 | 7,9 | 2,0 | 0,1 | 15,9 |
| 2015     | Memphis Grizzlies  | 8   | 8   | 30,4 | 42,7 | 30,3 | 82,1 | 1,1 | 5,0 | 1,4 | 0,0 | 14,4 |
| 2017     | Memphis Grizzlies  | 6   | 6   | 37,3 | 48,5 | 44,7 | 83,8 | 3,3 | 7,0 | 1,7 | 0,5 | 24,7 |
| 2020     | Utah Jazz          | 5   | 5   | 33,0 | 48,4 | 52,9 | 86,4 | 2,8 | 5,2 | 1,6 | 0,2 | 19,8 |
| 2021     | Utah Jazz          | 6   | 6   | 29,3 | 42,6 | 48,6 | 100* | 3,5 | 7,7 | 0,2 | 0,5 | 15,3 |
| 2022     | Utah Jazz          | 6   | 6   | 29,0 | 33,3 | 20,0 | 80,0 | 3,2 | 4,8 | 0,8 | 0,3 | 9,2  |
| 2023     | Minnesota T'wolves | 5   | 5   | 36,6 | 47,6 | 45,5 | 90,9 | 2,6 | 6,4 | 0,6 | 0,0 | 12,0 |
| 2024     | Minnesota T'wolves | 15  | 15  | 31,6 | 42,8 | 39,5 | 71,4 | 3,9 | 5,7 | 1,4 | 0,2 | 11,6 |
| 2025     | Minnesota T'wolves | 15  | 15  | 23,7 | 30,2 | 33,3 | 92,3 | 2,9 | 3,3 | 0,6 | 0,2 | 6,0  |
| Carriera | Carriera           | 108 | 108 | 33,5 | 40,9 | 36,0 | 80,7 | 3,5 | 6,0 | 1,2 | 0,2 | 13,8 |

#### Massimi in carriera
- Massimo di punti: 40 vs Portland Trail Blazers (5 marzo 2019)[3]
- Massimo di rimbalzi: 10 (6 volte)
- Massimo di assist: 15 (2 volte)
- Massimo di palle rubate: 7 (2 volte)
- Massimo di stoppate: 3 (2 volte)
- Massimo di minuti giocati: 51 vs Los Angeles Lakers (13 marzo 2012)

## Palmarès
- NBA All-Star Game: 2021
- NBA All-Defensive Second Team: 2013
- NBA Teammate of the Year: 2019
- NBA Sportsmanship Award: 2014, 2016, 2019, 2023
- First Team All-Big Ten Conference: 2007
- McDonald's All-American: 2006
- Third Team Parade All-American: 2006
- Ventisettesimo per numero di assist di sempre NBA
- Trentasettesimo miglior giocatore per palle rubate di sempre NBA

## Filmografia

### Produttore
- Due estranei (Two Distant Strangers), regia di Travon Free e Martin Desmond Roe (2020) - cortometraggio